# Лиман Федір Миколайович
Лиман Федір Миколайович (нар. 22 лютого 1941, с. Щебри Глухівського району Сумської області — пом. 14 червня 2020, м. Суми) — український науковець, математик, ректор Сумського педагогічного університету ім. А. С. Макаренка (2005-2009), доктор фізико-математичних наук (1996), професор (1994).

## Біографія
Народився 22 лютого 1941 року в с. Щебри Глухівського району Сумської області.
Після закінчення Сумського державного педагогічного інституту імені А. С. Макаренка (1963) залишився працювати на кафедрі математики
У 1965—1968 роках був аспірант Інституту математики АПН України.
У 1968—1969 роках працював молодшим співробітником Інституту математики АПН України. У 1968 році захистив дисертацію на здобуття наукового ступеня кандидата фізико-математичних наук.
З 1969 року обіймав посаду викладача, а з 1973 року — завідувача кафедри математики Сумського державного педагогічного інституту ім. А. С. Макаренка.
У 1972 році присвоєно вчене звання доцента, а у 1994 році — вчене звання професора. У 1996 році захистив дисертацію і здобув науковий ступінь доктора фізико-математичних наук.
у 2005—2009 роках працював ректором Сумського педагогічного університету ім. А. С. Макаренка.
Помер 14 червня 2020 року у м. Суми

## Наукова діяльність
Керує науковою діяльністю аспірантів, бере активну участь в атестації науково-педагогічних кадрів, виступає опонентом на захистах дисертацій в Україні й Білорусі.
Понад 20 років очолював журі обласної олімпіади з математики.
З його ініціативи на базі СумДПУ ім. А. С. Макаренка було проведено VIII Всесоюзний симпозіум з теорії груп (1982) та III Міжнародну алгебраїчну конференцію в Україні (2001)
Автор понад 70 наукових і науково-методичних праць з теорії груп, математичної логіки і теорії алгоритмів і вищої математики.

#### Праці
- «Группы с инвариантными нециклическими подгруппами» (1967);
- «Неперіодичні групи, всі абелеві циклічні підгрупи яких інваріантні» (1969);
- «Математична логіка і теорія алгоритмів», навчальний посібник (1994);
- «Про нескінченні групи із заданими властивостями норми нескінченних підгруп» (2001);
- «Вища математика», навчальний посібник, у 2 частинах (2005).

## Нагороди
- Звання «Заслужений працівник освіти України» (2005 р.).